# Valis
Valis (ヴァリス Varisu) é uma série japonesa de jogos de plataforma desenvolvida pela Telenet Japan. A primeira versão do jogo foi desenvolvida em 1986 para o MSX e PC-88. A sua popularidade na época rendeu quatro sequências diretas, além de adaptações e um spin-off, lançados em vários consoles, em especial o TurboGrafx-16 e Sega Mega Drive, até o começo dos anos 90.

## Jogabilidade
O jogo conta a história de Yūko Asou (麻生 優子, Asou Yūko) (Yuko Ahso na maioria das traduções em inglês), uma aluna japonesa do final dos anos 1980 que é convocada para um mundo paralelo chamado de Vecanti (também conhecido como Dreamland ou Mundo dos Sonhos). Ela tem a tarefa de proteger Vecanti e o mundo dos humanos do Dark World utilizando a espada mágica Valis, principal arma na maioria dos jogos. Além do ataque com a espada, a personagem pode disparar projéteis de vários tipos. Na maioria dos jogos de Valis, as protagonistas também têm acesso a feitiços mágicos. Nos últimos jogos, é possível ao jogador alternar entre várias protagonistas. Em Valis IV, Yuko passa a sua espada para uma nova protagonista, Lena.

## História
Na comemoração de 20 anos da série, em 2006, foi lançada uma versão pornográfica do jogo, Valis X, mas o jogo não foi suficiente para livrar a Telenet de seus problemas financeiros.
Em 2007, a Telenet pediu concordata, tendo suas ações integralmente compradas pela Sunsoft.
Em dezembro de 2019, a Edia, uma empresa de mídia do Japão, adquiriu os direitos de propriedade intelectual da Valis. Mais tarde, em junho de 2021, a Edia anunciou um financiamento coletivo, no Japão, para arrecadar fundos para portar os jogos Valis: The Fantasm Soldier, Valis II e Valis III para o Nintendo Switch. A coletânea foi lançada inicialmente no Japão em dezembro de 2021 e posteriormente no Ocidente em março de 2022.
Em março de 2022, Edia anunciou o lançamento da segunda coletânea de jogos da série, trazendo Valis IV (TurboGrafx-16), Syd of Valis (Genesis / Mega Drive) and Valis: The Fantasm Soldier (Genesis / Mega Drive). No ano seguinte, foi lançada a terceira coletânea, contendo: Super Valis IV (SNES), Valis: The Fantasm Soldier (PC-8801 and NES), Valis II (MSX2) e Valis III (Genesis).
| Nome do Jogo                              | Ano  | Plataformas                            | Desenvolvedores                    | Notas |
| ----------------------------------------- | ---- | -------------------------------------- | ---------------------------------- | --- |
| Super Valis IV                            | 1992 | SNES                                   | Telenet Japan Co., Ltd.            | Apesar da semelhança no nome, é significativamente diferente de Valis IV.                                  |
| Syd of Valis                              | 1992 | Mega Drive                             | Renovation Products, Inc.          | Remake em estilo chibi de Valis II.                                                                        |
| Valis IV                                  | 1991 | TurboGrafx-16                          | Shin-Nihon Laser Soft Co., Ltd.    | |
| Valis                                     | 1991 | Mega Drive, TurboGrafx-16              | Renovation Products, Inc.          | |
| Valis III                                 | 1990 | Mega Drive, TurboGrafx-16              | NEC Home Electronics (U.S.A.) Inc. | |
| Mugen Senshi Valis II                     | 1989 | MSX, PC-88, PC-98, Sharp X68000        | Telenet Japan Co., Ltd.            | |
| Valis II                                  | 1989 | TurboGrafx-16                          | NEC Technologies, Inc.             | |
| Valis: The Fantasm Soldier                | 1986 | FM-7, MSX, NES, PC-88, PC-98, Sharp X1 | Telenet Japan Co., Ltd.            | |
| Valis: The Fantasm Soldier Collection     | 2021 | Nintendo Switch                        | Edia                               | As três versões do MSX: Valis I, Valis II e Valis III.                                                     |
| Valis: The Fantasm Soldier Collection II  | 2022 | Nintendo Switch                        | Edia                               | Syd of Valis (Mega Drive) Valis: The Fantasm Soldier (Mega Drive e TurboGrafx-16) Valis IV (TurboGrafx-16) |
| Valis: The Fantasm Soldier Collection III | 2023 | Nintendo Switch                        | Edia                               | Super Valis IV (SNES) Valis: The Fantasm Soldier (PC-8801 and NES) Valis II (MSX2) Valis III (Mega Drive)  |